# 埃布茨帕斯海蘭茲 (加利福尼亞州)
埃布茨帕斯海蘭茲（英語：Ebbetts Pass Highlands）是位於美國加利福尼亞州卡拉韋拉斯縣的一個非建制地區。該地的面積和人口皆未知。

## 地理
埃布茨帕斯海蘭茲的座標為37°12′31″N 120°22′11″W / 37.20861°N 120.36972°W，而該地的平均海拔高度為1068米（即3504英尺）。